# تاريخ المزاول الشمسية

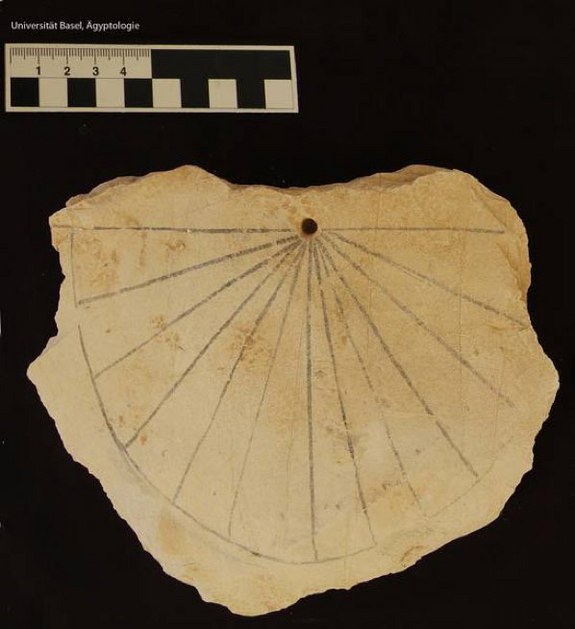
أقدم مزولة شمسية في العالم، من وادي الملوك بمصر (منذ 1500 عام قبل الميلاد تقريبًا)، واستُخدمت لقياس ساعات العمل.

المزولة الشمسية (بالإنجليزية: Sundial)‏، وهو جهاز يستخدم لتحديد الوقت باستخدام بقعة ضوئية أو ظلال ناتجة عن موقع الشمس على مقياس مرجعي. مع دوران الأرض حول محورها القطبي، تعبر الشمس السماء من الشرق من إلى الغرب، إذ تشرق من أسفل الأفق في وقت الشروق، ثم تصل إلى الذروة في منتصف النهار، حتى تسقط مرةً أخرى أسفل الأفق عند الغروب. يمكن استخدام كل من زاوية السمت (الاتجاه) والارتفاع لصناعة أجهزة القياس. اختُرعت المزاول الشمسية بشكل مستقل في كل حضارة كبرى وأصبحت أكثر دقةً وتعقيدًا مع تقدم الحضارات.

## مقدمة
تستخدم المزولة الشمسية التوقيت المحلي. وقبل صناعة السكك الحديدية في أربعينيات القرن التاسع عشر، عُرض التوقيت المحلي على مزولة شمسية، واستُخدمت بواسطة الحكومة والأعمال التجارية. وقبل اختراع الساعة، كانت المزولة الشمسية المصدر الوحيد لمعرفة الوقت. وبعد اختراع الساعة، حافظت المزاول الشمسية على أهميتها، إذ تطلبت الساعات إعادة ضبطها بانتظام من المزولة الشمسية؛ لأن الساعات الأولى لم تكن دقيقةً. استُخدم كل من الساعة والمزولة الشمسية معًا لقياس خط الطول. كانت المزاول توضع ثابتةً على حوافها المستقيمة مع البوصلات. وفي أواخر القرن التاسع عشر، أصبحت المزاول الشمسية محل الاهتمام الأكاديمي. وسمح استخدام اللوغاريتمات بالاستعانة بالطرق الجبرية في وضع هذه المزاول ودراستها. وبعد زوال نفعيتها، ظلت المزاول الشمسية تحفًا ذات شعبية واسعة، وعززت العديد من الكتب الشعبية الاهتمام بهذه الأجهزة، كما تضمنت التفاصيل الخاصة بإنشائها. سهلت الآلات الحاسبة العلمية الرخيصة استخدام الطرق الجبرية بسهولة مثل استخدام الإنشاء الهندسي، كما جعل استخدام الحواسيب تصميم لوحات المزاول أمرًا بسيطًا. أصبح إرث المزاول الشمسية معروفًا، ونشأت جمعيات خاصة بهواة هذه الأجهزة في كل أنحاء العالم، وأصبحت دراسة المزاول الشمسية جزءًا من المناهج المدرسية الوطنية في بعض المناطق.

## تاريخ

### المزاول الشمسية القديمة
كانت أقدم الساعات المنزلية، التي عثر عليها علماء الآثار، مزاول شمسيةً (1500 ق.م) في مصر القديمة وعلم الفلك البابلي القديم. اكتُشفت أيضًا مزاول شمسية تحليلية قديمة، مع نماذج أولية لها، يرجع تاريخها إلى الحقبة نفسها (1500 ق.م) في منطقة تقع الآن في روسيا الحديثة. اعتُقد أن المسلات الأقدم كانت تستخدم كمزاول شمسية أيضًا، إذ إنها كانت توضع في المعابد تكريمًا للفرعون، ولكن يُعتقد الآن أنها كانت لأغراض تذكارية فقط. ومن المحتمل أن البشر كانوا يحددون الوقت عبر قياس أطوال الظلال في الأزمنة الأقدم، ولكن من الصعب التحقق من صحة هذه المعلومة. وفي 700 ق.م تقريبًا، يصف العهد القديم مزولةً شمسيةً؛ «مزولة آحاز» في سفر إشعيا 38:8، وسفر الملوك الثاني 20:9، ومن المحتمل أنه أقدم وصف موجود للمزولة الشمسية على مر التاريخ، ومن المرجح أن هذه المزولة كانت ذات تصميم مصري أو بابلي. طُورت المزاول أيضًا في مملكة كوش. وكانت المزاول موجودةً في الصين منذ قديم الزمان، ولكن لا نعرف عنها إلا القليل. ومن المعروف أن الصينيين القدماء طوروا نوعًا من المزاول الشمسية عام 800 قبل الحقبة العامة تقريبًا، وتطورت المزاول في النهاية إلى الساعات المائية الأكثر تعقيدًا بحلول عام 1000 ميلاديًا، وفي وقت ما خلال سلالة سونغ الحاكمة (1000-1400 ميلاديًا)، وُضعت بوصلة أحيانًا على المزولة الشمسية. وهناك إشارة قديمة إلى المزاول الشمسية منذ 104 ق.م في اجتماع خبراء التقويم.